# Can Sureda (Bordils)
Can Sureda és una masia de Bordils (Gironès) inclosa a l'Inventari del Patrimoni Arquitectònic de Catalunya.

## Descripció
És una masia de planta rectangular estructurada en tres crugies perpendiculars a la façana principal i accés central. Pertany al tipus basilical. La construcció es desenvolupa en planta baixa, un pis i golfes, que només ocupen la crugia central. Les parets són totes de maçoneria. La coberta és de teula a dues vessants i el ràfec de la façana principal és de filera doble, format per rajols plans i teula girada. La porta d'entrada està emmarcada per carreus que formen un arc molt rebaixat, les altres obertures són amb carreus i llindes de pedra. Els sostres de la planta baixa són fets amb volta de rajola i els paviments són cairons.
L'edifici és retocat, hi ha un cos adossat a la façana principal de planta baixa i terrassa coberta. Al costat de l'edifici hi ha construccions més recents de caràcter agrícola fetes amb totxanes i uralites.

## Història
A l'arc de la porta principal hi ha la data de 1842. A la llinda de la finestra del primer pis, en una inscripció no desxifrada, es pot veure l'any 1852.